# Jacopo del Torso
Jacopo del Torso (anche Giacopo, Jacopino e Giacopino) (Udine, 1355/1360 – Rimini, dopo il 29 agosto 1414) è stato un cardinale italiano.
Era detto il Cardinal di Udine.

## Biografia
Appartenente alla nobile famiglia udinese dei del Torso, studiò medicina a Bologna ed ottenne la laurea nel 1387, esercitando successivamente la professione ad Udine. Fu anche deputato della città friulana negli anni precedenti la conquista veneziana. Nel 1391 fece parte di una ambasceria inviata a Roma presso il papa Bonifacio IX.
Nel 1395 fu ordinato sacerdote e successivamente nominato canonico del capitolo della cattedra patriarcale di Aquileia; poi fu canonico del capitolo della cattedra metropolitana di Udine. Fu ambasciatore della città di Udine presso il papa.
Entrò nel servizio diplomatico papale e fu in successione protonotario apostolico, legato apostolico a Venezia, legato di papa Innocenzo VII presso re Ladislao I di Napoli (25 gennaio 1405), legato di papa Gregorio XII a Genova e Savona (17 ottobre 1407) per negoziare l'unione con l'antipapa Benedetto XIII e nuovamente con il cardinale Giovanni Dominici (26 marzo 1408).

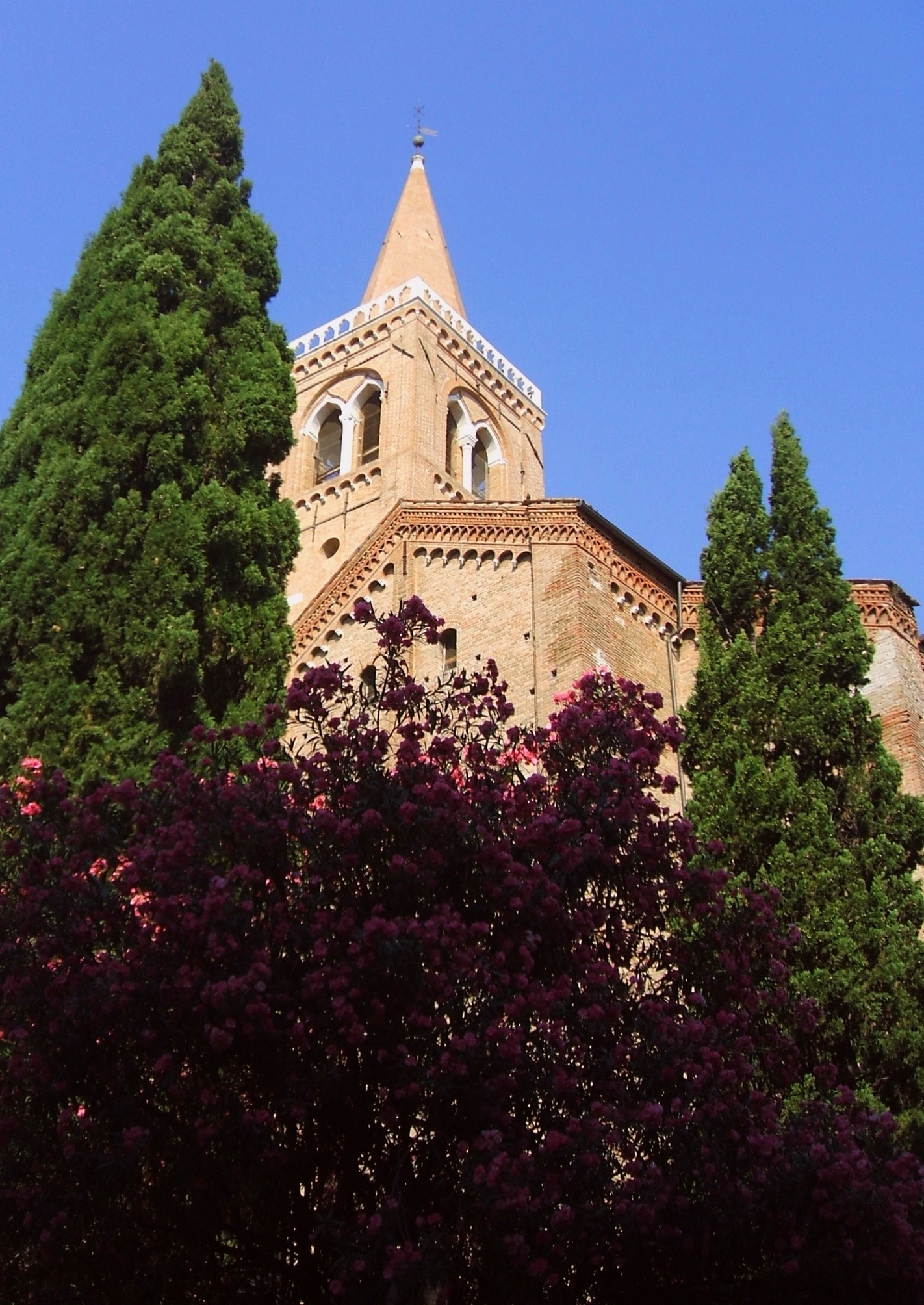
La chiesa di Sant'Agostino a Rimini, originariamente intitolata a San Giovanni Evangelista, dove è sepolto il del Torso

Fu creato cardinale nel concistoro del 9 maggio 1408 papa Gregorio XII e gli fu attribuito il titolo di Santa Maria Nuova. Seguì il papa a Cividale del Friuli, dove questi aveva cercato rifugio contando sulla protezione dell'imperatore. Jacopo del Torso partecipò al concilio di Cividale indetto da papa Gregorio XII per cercare una soluzione allo scisma e per riformare la Chiesa.
Nell'agosto 1414 fu nuovamente legato papale a Venezia; mentre si recava verso la città lagunare, morì a Rimini dopo il 29 agosto 1414, giorno in cui redasse il proprio testamento. Fu sepolto nella chiesa di san Giovanni Evangelista.